# Jiráskovy duby v Hodkovičkách
Jiráskovy duby v Hodkovičkách jsou památné stromy v Praze 4, které rostou na volné travnaté ploše mezi ulicemi Údolní a Vítovcova. Na svém stanovišti představují zbytek dřevinného porostu původních mezí, které v minulosti rozčleňovaly mírně svažitý pozemek. Dva duby letní a jeden dub zimní jsou chráněny od roku 2023.

## Parametry stromu
- Výška (m): neuvedeno
- Obvod (cm; (měřeno ve 130 cm výšky kmene): 1) 239 cm, 2) 361 cm, 3) 265 cm
- Ochranné pásmo: ze zákona
- Datum prvního vyhlášení: 22.03.2023
- Odhadované stáří: 80–100 let

## Popis
První dub letní (č.1) stojí na přístupové cestě od ulice Údolní poblíž domu a má na několika místech poškozenou kůru, druhý dub letní (č.2) roste od prvního jihovýchodním směrem za parkovou cestou a je mohutnější, třetí dub zimní (č.3) se nachází východně od druhého dubu. Oba duby letní mají hustě zavětvené koruny a jejich spodní větve se místy dotýkají zemského povrchu.
Stromy rostou na pozemcích parc. č. 407 a 405/2 k. ú. Hodkovičky. OCP MHMP podle ustanovení § 46 odst. 3 zákona č. 114/1992 Sb. vymezuje ochranné pásmo předmětných stromů ve tvaru kruhu kolem jednotlivých stromů o poloměru 12 metrů (dřevina č. 1), 15 metrů (dřevina č. 2) a 12 metrů (dřevina č. 3).
Jeden z dubů letních byl v roce 2014 zařazen do databáze významných stromů Prahy.